# Michał Woźniak (harcerz)
Michał Woźniak (ur. 19 września 1919 w Sokołowie Podlaskim, zm. 10 października 1998 tamże) – instruktor Związku Harcerstwa Polskiego, harcmistrz, pierwszy powojenny komendant hufca męskiego ZHP w Sokołowie Podlaskim, wieloletni instruktor Hufca ZHP Sokołów Podlaski.

## Życiorys

### Dzieciństwo i młodość
Urodzony w Sokołowie Podlaskim, syn Franciszka Woźniaka oraz Marianny Woźniak z domu Romaniuk. Wychowany w niezamożnej rodzinie – ojciec pracował jako masaż-wędliniarz, matka jako krawcowa. Brat Celiny, Tadeusza, Stanisławy i Barbary. Szkołę podstawową ukończył w Sokołowie Podlaskim. W 1927 roku nastąpiło jego pierwsze zetknięcie z harcerstwem. Przystąpił wówczas do Gromady Wilcząt przy drużynie harcerskiej im. Stanisława Brzóski. Była to pierwsza gromada wilcząt na terenie powiatu sokołowskiego. Drużynowym i opiekunem gromady był podharcmistrz Antoni Rostek, ówczesny Komendant Hufca Męskiego ZHP.
Pierwsze harcerskie działania w terenie to dla dh. Michała czas obozu w Tokarach w 1930 roku. Przyrzeczenie harcerskie składał zaś rok później, na obozie w Klimczykach, na ręce druha Antoniego Rostka.
W harcerskim działaniu w latach 1927–1939, doszedł od wilczka z dwoma gwiazdami, do stopnia harcerza orlego przyznanego w 1938 roku.
Przez lata 1938–1939 (do wybuchu wojny) był zastępcą komendanta męskiego hufca ZHP w Sokołowie i prowadził drużynę przy szkole powszechnej w Przeździatce. Wówczas też w miarę możliwości współorganizował obozy letnie w Sabniach, Czerwonce i Łazach, a także liczne wycieczki, biwaki, obozy, złazy i zloty.
Podczas wojny brał udział w działaniach na rzecz uruchomienia punktu opieki nad matką i dzieckiem w majątku hrabiego Krasińskiego w Sterdyni. 7 września 1939 roku po ciężkim bombardowaniu miasta, gdzie celem nalotu była stacja kolejowa i okolice ul. Repkowskiej, harcerze zdawali egzamin ze zdobytych sprawności sanitarnych oraz umiejętności niesienia pierwszej pomocy. Wówczas wspólnie z kolegami Michał Woźniak pracował przy transporcie rannych żołnierzy i mieszkańców Sokołowa (w większości Żydów) do szpitala w Klimowiźnie pod Węgrowem. 
Był także jednym ze współorganizatorów Związku Walki Zbrojnej w powiecie. Słuchał przy zakonspirowanym odbiorniku wiadomości z Londynu i przekazywał je załodze cukrowni, gdzie wtedy pracował oraz znajomym rodakom. Przez cały okres okupacji kolportował prasę podziemną. Pomagał w zaopatrzeniu w żywność Żydów zamkniętych w getcie. Przechowywał partyzancką broń. Pomógł też zbiegłemu z obozu w Suchożebrach jeńcowi radzieckiemu Igorowi Berezowskiemu w odszukaniu rodziny w Polsce.
Po wyzwoleniu Sokołowa w sierpniu 1944 roku wraz z innymi harcerzami i instruktorami, którzy przetrwali okupację, próbował odnowić działalność ZHP na terenie powiatu sokołowskiego. Wiosną 1945 roku powstały pierwsze drużyny w szkołach oraz komendy hufców męskiego i żeńskiego.

### Działalność powojenna

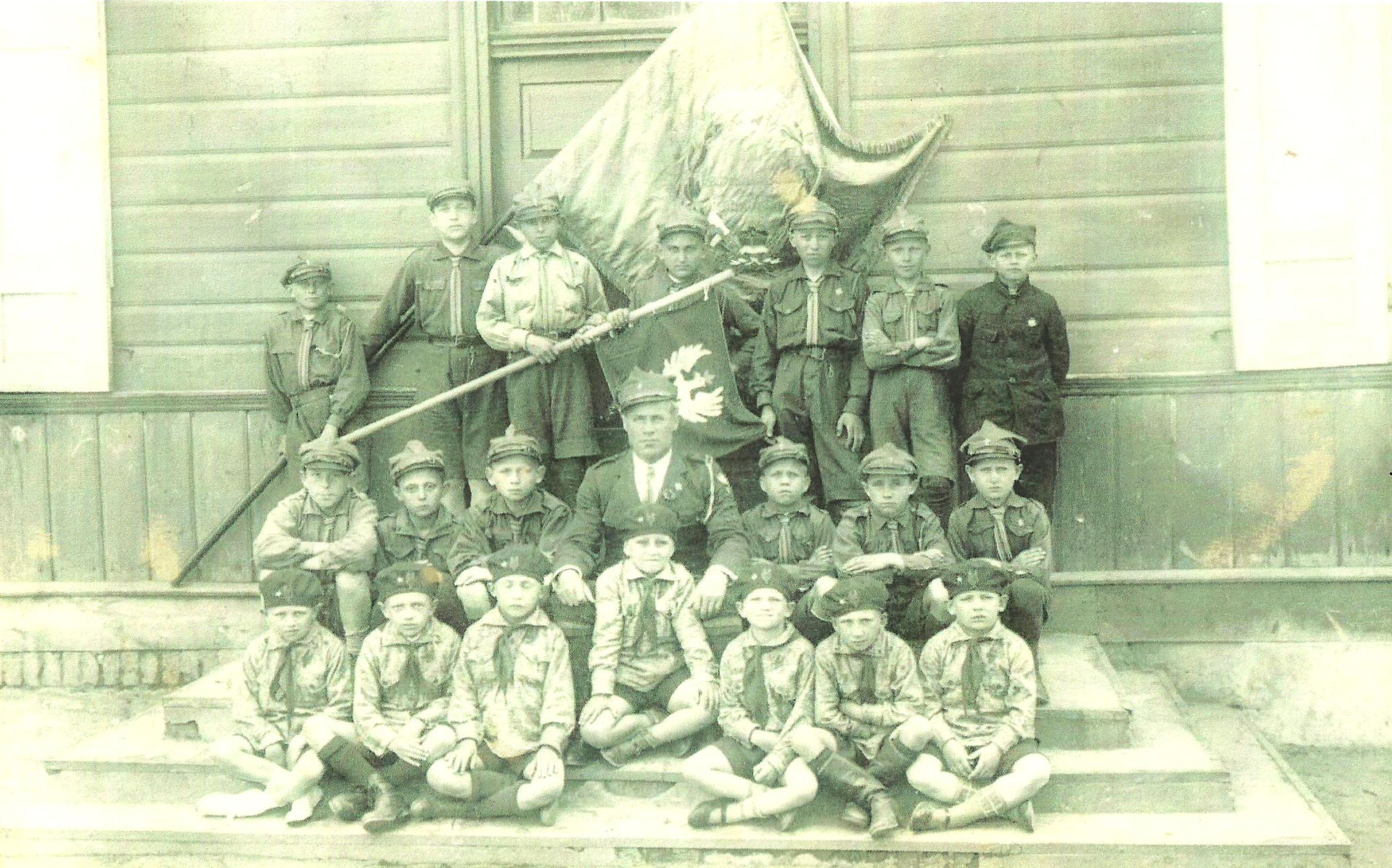
Gromada Wilcząt przy Powszechnej Szkole Podstawowej w Sokołowie Podlaskim (Woźniak 2. od lewej w rzędzie na dole)

W 1940 roku Michał Woźniak wziął ślub z Barbarą Sikorską z Chmielewa. Mieli trzech synów: Krzysztofa (ur. 1941), Mariana (ur. 1944) oraz Andrzeja (ur. 1947).
W 1945 roku został pierwszym komendantem hufca męskiego ZHP. W latach 1945–1949 współorganizował obozy w Jartyporach, Czerwonce i Jerzmanicach. W 1949 roku obowiązki komendanta hufca przekazał druhowi Franciszkowi Frąckowiakowi. Od 1957 roku przez kilkanaście lat pełnił funkcję przewodniczącego lub zastępcy przewodniczącego Powiatowej Rady Przyjaciół Harcerstwa. Pracował także w kręgu instruktorskim. Brał udział w wielu obozach i innych akcjach harcerskich. Zajmował się także problemami programowymi i organizacyjnymi hufca, pomagał w rozwiązywaniu zadań gospodarczych.

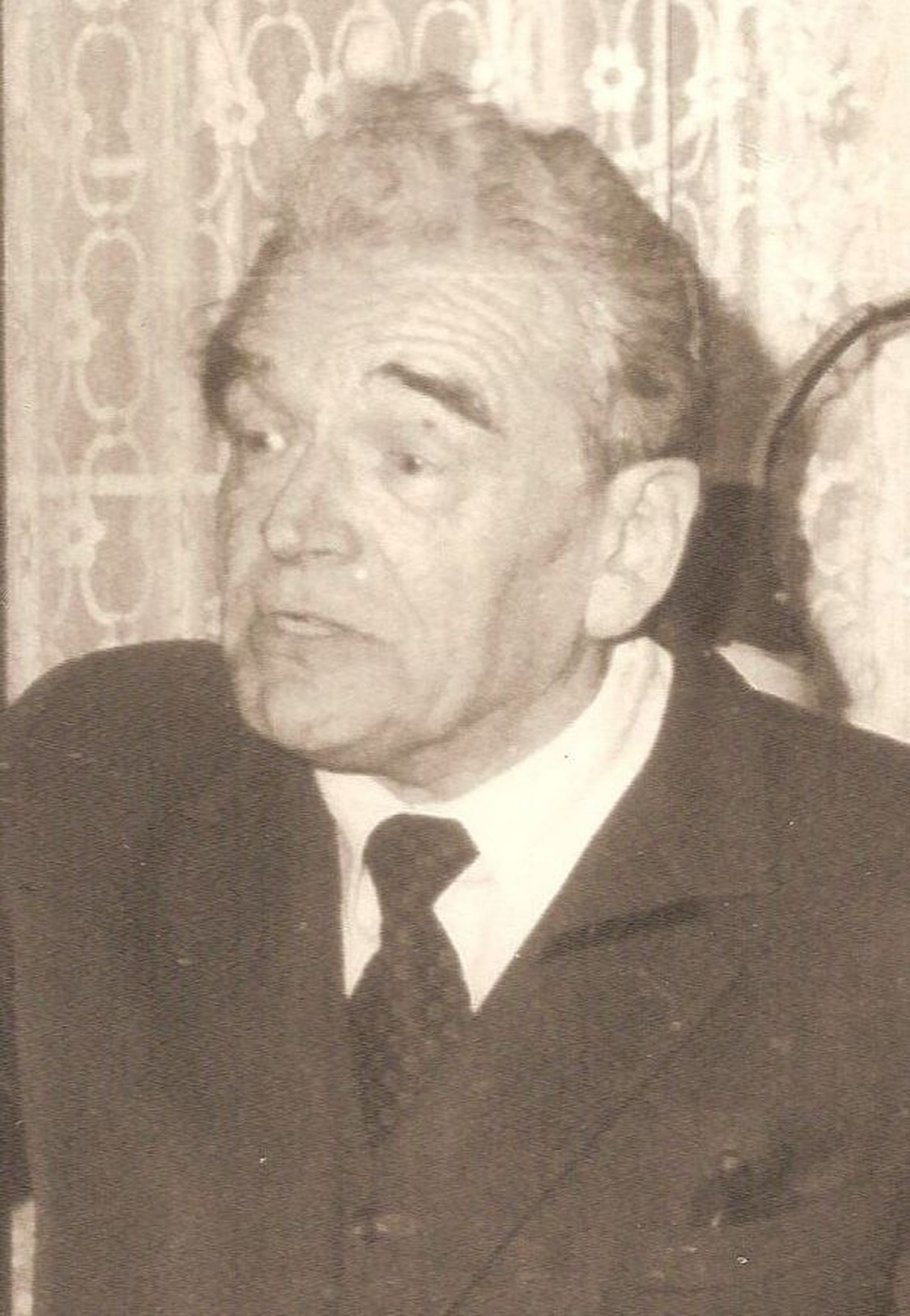
Woźniak w latach 80.

W latach pięćdziesiątych i sześćdziesiątych XX wieku był Przewodniczącym Powiatowej Rady Narodowej, a jednocześnie posłem na sejm II i III kadencji w latach 1957–1961 oraz 1961–1965. W 1965 roku współtworzył i został wiceprezesem Społeczno-Kulturalnego Towarzystwa Ziemi Sokołowskiej z siedzibą w ówczesnym Powiatowym Domu Kultury. W kolejnych latach nadal pełnił funkcje urzędnicze w instytucjach państwowych, w latach 80. pracował w zakładach mięsnych w Sokołowie Podlaskim, aż do momentu uzyskania renty związanej ze stanem zdrowia, a następnie emerytury.
Do ostatnich chwil życia wspólnie z druhem Kazimierzem Miłobędzkim, jako jeden z najstarszych stażem i wiekiem instruktorów seniorów ZHP, uczestniczył w życiu Związku.
Michał Woźniak zmarł 10 października 1998 roku w Sokołowie Podlaskim. Jego prochy zostały pochowane w urnie na cmentarzu przy ul. Bartoszowej. W ceremonii pogrzebowej licznie uczestniczyli zgromadzeni wokół sztandarów harcerze, przyjaciele i znajomi.

## Stopnie i odznaczenia
- Harcmistrz Polski Ludowej
- Harcmistrz Związku Harcerstwa Polskiego
- Krzyż „Za Zasługi dla ZHP”
- Odznaka „Za Zasługi dla Hufca Sokołów Podlaski”
- Order Sztandaru Pracy